# Маковка (Запорожская область)
Маковка (укр. Маківка) — село,
Маковский сельский совет,
Приазовский район,
Запорожская область,
Украина. В 2022 году, во время вторжения России на Украину, село было захвачено. На данный момент находится под оккупацией ВС РФ.
Код КОАТУУ — 2324583701. Население по переписи 2001 года составляло 361 человек.
Является административным центром Маковского сельского совета, в который не входят другие населённые пункты.

## Географическое положение
Село Маковка находится на берегах реки Юшанлы,
выше по течению на расстоянии в 2 км расположено село Калиновка (Черниговский район),
ниже по течению на расстоянии в 6 км расположено село Ударник (Токмакский район).

## История
- 1921 год — дата основания.

## Экономика
- «Маковка», ООО.

## Объекты социальной сферы
- Клуб.